# Agrumes coréens de Jeju
Les mandarines de Jeju sont une population indigène d'agrumes coréens de Jeju, île où il existe une longue tradition de culture et d'obtention d'agrumes qui remonterait à la période des Trois Royaumes de Corée, du Ier siècle av. J.-C. au VIIe siècle. L'île est toujours le centre de la production coréenne d'agrumes, on parle aussi d'agrumes de Jeju pour désigner plus généralement divers agrumes qui y sont produits dont les introductions étrangères.

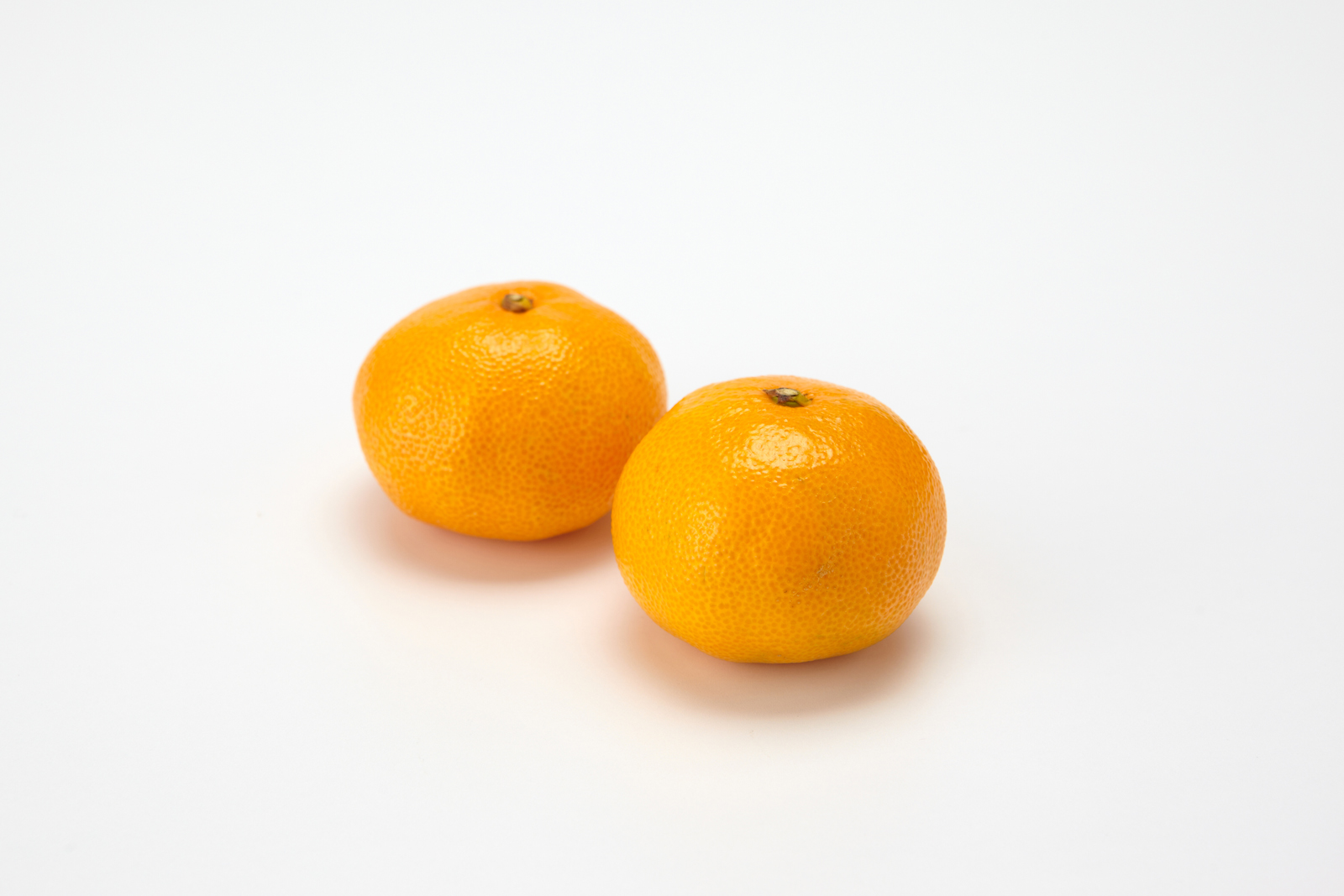
Petite mandarine Onju (Seogwipo)

126 variétés d'agrumes ont été identifiées sur l'île de Jeju, 90 % de la production totale actuelle (2019) est constituée de mandarine x satsuma (C. reticulata subsp. unshiu), traditionnellement les mandarines de Jeju étaient des petits fruits qui évoquent les proches agrumes d'Okinawa. 

## Dénomination

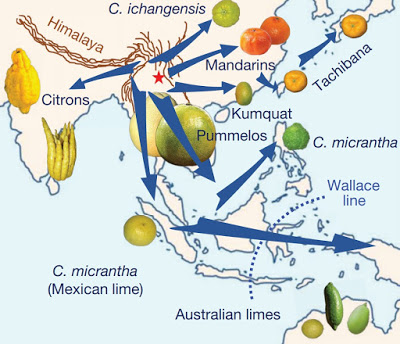
Jeju se trouve sur la route de migration des mandarines et kumquats vers le nord-est depuis la Chine

제주감귤 (jejugamgyul), en chinois 濟州柑橘 (Jìzhōu gānjú) les agrumes de Jeju ou mandarine de Jeju. Le terme mandarine est générique, les hybridations sont nombreuses et complexes, ces plantes étaient traditionnellement reproduites par semis. 

## Histoire
Il est rapporté qu'en 476, le roi Munju du royaume de Baekje, un des 3 royaumes de la péninsule directement au nord de Jeju, se vit offrir des mandarines du royaume de Tamna aujourd'hui l'île de Jeju. Le fruit était utilisé lors des cérémonies en l'honneur des ancêtres, à des fins médicinales et comme fruit décoratif. Les annales de la dynastie Joseon (1412 et 13) mentionnent la plantation à Suncheon et à Jeolla-do de centaines de mandariniers en provenance de Jeju. En 1421, sont cités les cultivars kōji 柑子 (Gānzi) (C. x reticulata) ou C. benikoji hort. ex Tanaka, le pamplemoussier (C. maxima), la mandarine Dongting (洞庭橘 (Dòngtíng jú) (C. erythrosa ou C. x  reticulata  var.  erythrosa)célèbre en Chine sous les Song, la mandarine Ponkan 乳柑 (Rǔ gān)(), la mandarine verte 靑橘 (Qīng jú), coréen 유감 (Yugam), en 1455 le kumquat 金橘 (Jīn jú) en coréen 금귤 (Geumgyul), la mandarine des montagnes 山橘 (Shān jú) (Fortunella hindsii) petit kumquat sauvage de Hongkong. En 1702, le Tamna Sunryokdo inventorie à Jeju 40 000 mandariniers de 8 variétés. 

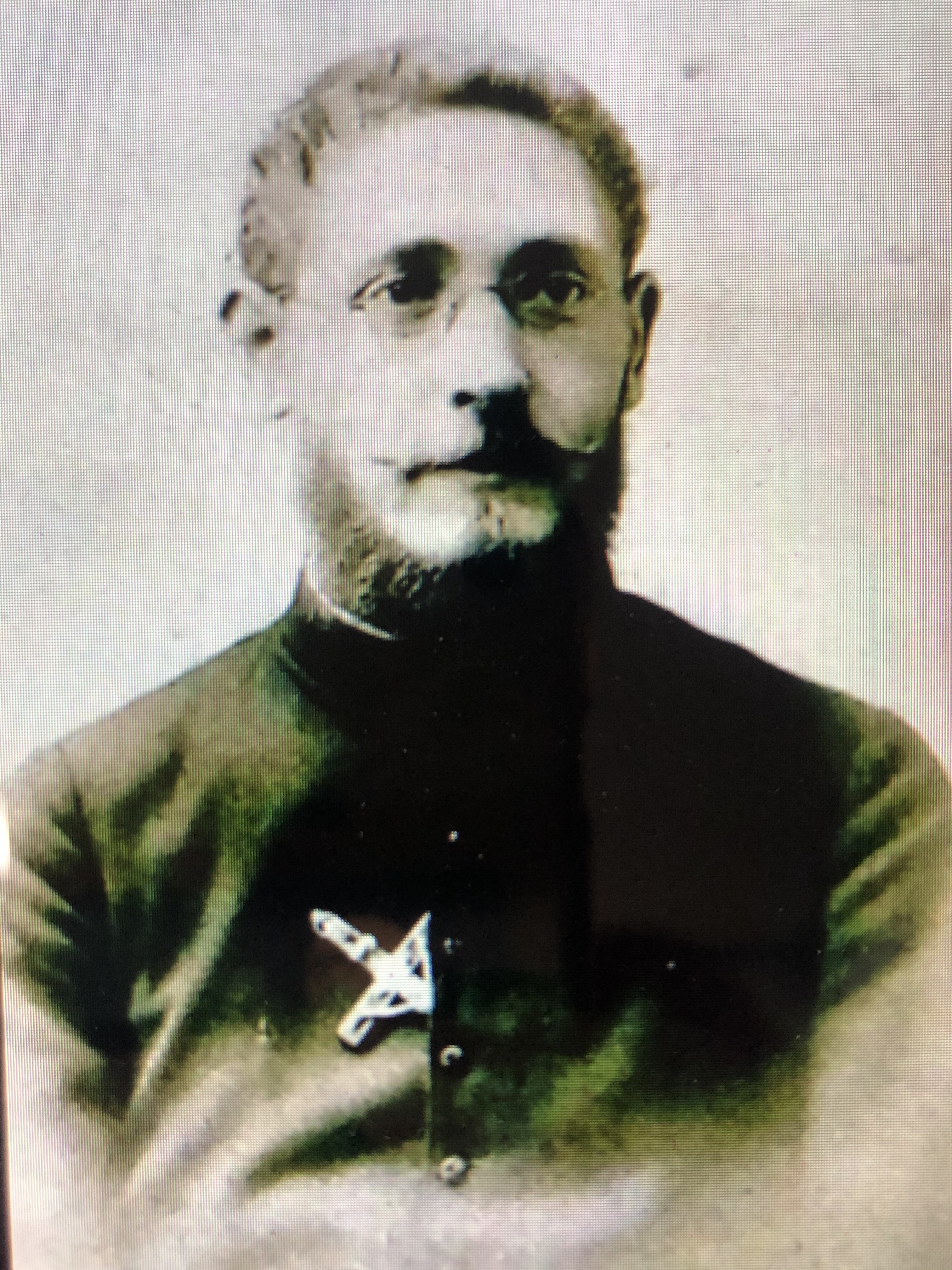
에밀 타케, Emile Joseph Taquet, botaniste qui vécut à Jeju est à l'origine de la grande culture moderne des agrumes de Jeju.

La grande culture des agrumes commence dans les années 1910 début de la colonisation japonaise. En 1911, le prêtre et botaniste français Émile-Joseph Taquet (1973-1952, 엄탁가 (Eom Taeggi) en coréen), a introduit et cultive 15 mandarines et tangors améliorés du Japon, on sait que l'introduction d'une satsuma de Kumamoto résulte d'un échange qu'il a réalisé contre le cerisier royal à floraison éclatante (Prunus serrulata) coréen, il est à l'origine des plantations actuelles. Le premier mandarinier Hagyul (mandarine d'été) qu'il a planté à Seogwipo au pied de l'église catholique en 1911 est un Natsumikan (C. x natsudaidai). Le Centre culturel Seogwipo a réalisé (2021) un jardin d'Emile Take de plantes de Jeju en souvenir de son travail. L'Institut Emile Taquet de recherche sur les végétaux 에밀타케식물연구소 (Emil Take sigmul-yeonguso) à Cheongdo-gun perpétue son travail. 

### Les agrumes d'origine locale

#### Mandarines
Cultivars traditionnels :
- 감자  - 감자나무 (gamja - gamjanamu) Mandarine Koji (C. benikoji hort. ex Tanaka)[14], est un tangor d'un bel oranger, le fruit décoratif mais pas agréable au gout[15].

- 병귤 (byeong-gyul) Byungkyool, Byeong-tangerine (C. platymamma hort. ex Tanaka) du chinois 甁 (yeong) et 橘 (gyul) mandarine, qui est un tangelo d'environ 100 g. Wonjin Lee la mentionne en en 1653 sous le nom de 橘別 (Byeonggul). 2 arbres de ce cultivar âgés de 250 ans ont été inscrits Monument naturel coréen[16]. Outre la pulpe on utilise la peau séchée en chenpi pour les tisanes.
- 사두감 (sandugam)  Sâdhu, Sadoogam (C. pseudogulgul hort . ex Shirai) est un tangelo proche du précédent
- 유감 (yugam) (C. suavissima hort. ex Tanaka) également un tangelo. En chinois 瓯柑 (Ōu gān) la mandarine ougan anciennement Ouyue (Pays de l'est de l'Ou) dans le Zejiang où elle serait cultivée depuis 1 300 ans.mini mandarines C. leiocarpa

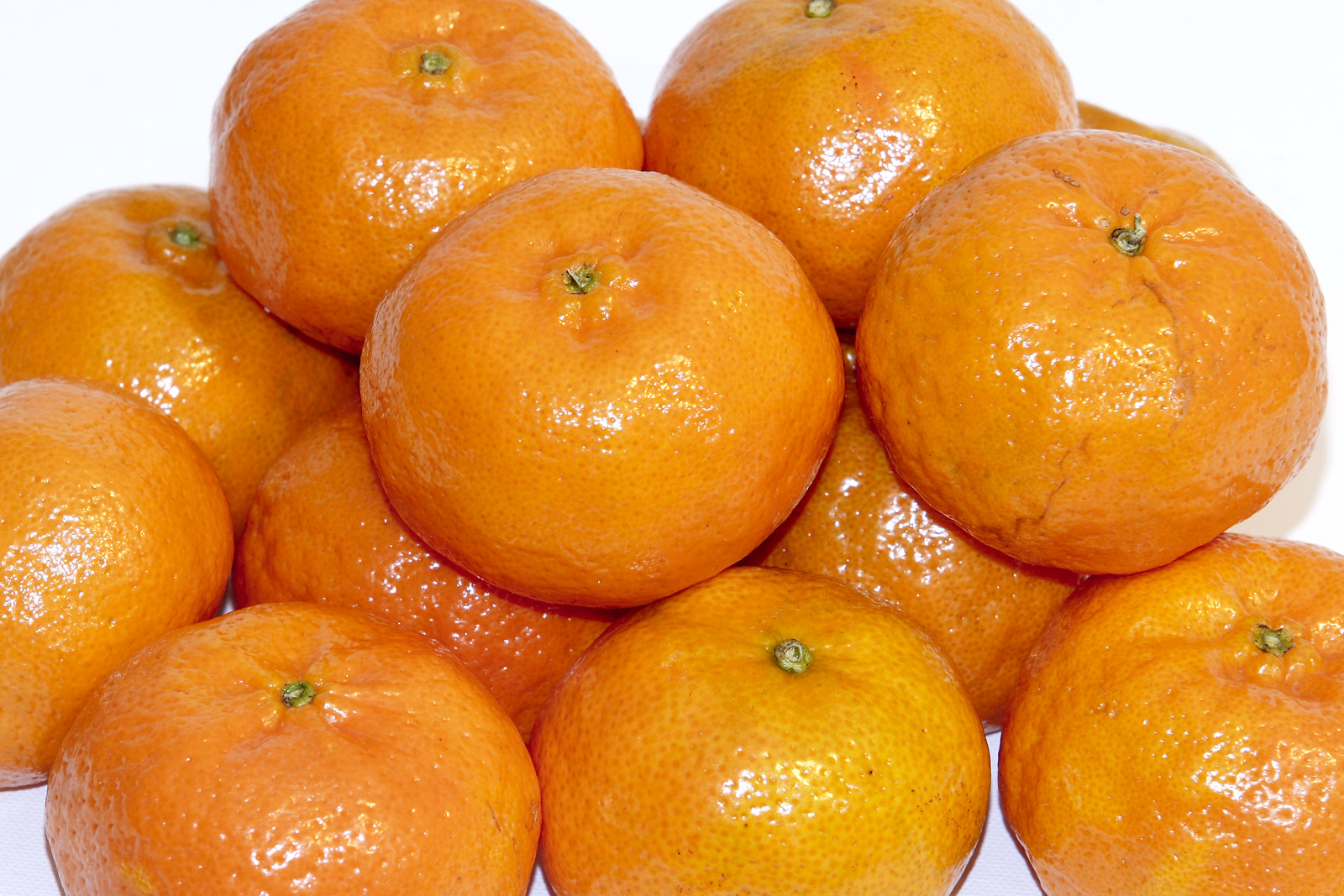
mini mandarines C. leiocarpa

- La mandarine Koji 빈귤 (bingyul) (C. leiocarpa Yu. Tanaka), en chinois 光橘 ou 柑 子 (Guang ju ou Gan zi) et en japonais コウジ (Kōji) parfois mentionnée originaire du Japon, très petit fruit orange vif, hybride de Koji Sp C18 pollinisé par Tachibana-C [17].

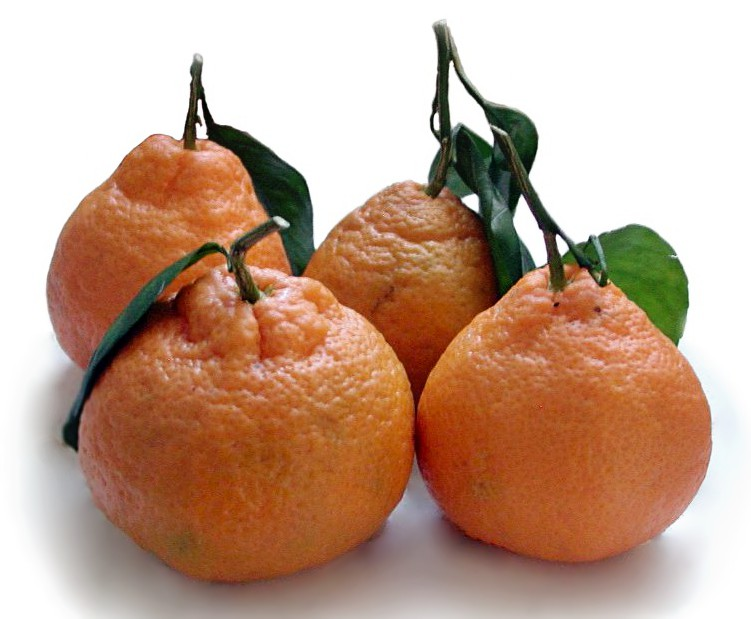
mandarine Ou

- mandarine Ou진귤 mandarine Jingeul, jingyul (C. sunki (Hayata) hort. ex Tanaka) , trois arbres de plus de 400 ans situés dans une cour familiale Kang. Il appartient à la 13e génération de la famille de Kang Gye-nam (1574-1632)[1]

- La mandarine verte 청귤 (cheong-gyul) (C. × nippokoreana Tanaka ), chinois 靑橘 (Qīng jú) fruit d'environ 25 g qui reste vert tout l'hiver et devient oranger en mars. Aigrelet[18]. Une importante monographie lui est consacrée par Institut spécial de technologie agricole de la province autonome de Jeju. Le sirop de mandarine verte s'obtient en macérant de fines tranches dans du sucre on en fait des boissons et des sauces[19].

- 편귤 (Pyeongyul) Punkyool (C. × tangerina var Pyeongyul ou bien C. reticulata) 편귤 (ko)

- 홍귤 (Hong-gyul) (C. × tachibana (Makino) Tanaka), cette petite mandarine est signalée généralisé à Okinawa[20], beaucoup de pépins, les arbres sont couverts de fruits[21].

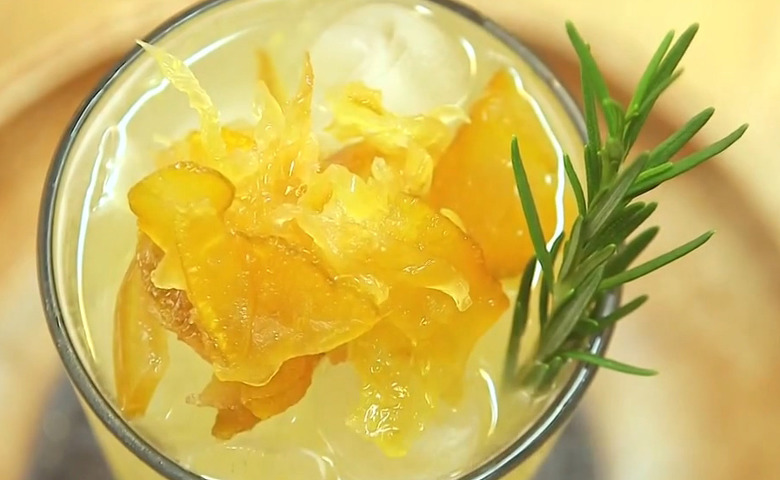
Thé de dangyuja (dangyuja-ade), hybride de pomelo qui ressemble à un yuzu

#### Pomelos
Le daengyuji 당유자 (dang-yuja) Dangyûja, chinois 唐柚子 (Táng yòuzi). Variété de pomelo de forme et de saveur similaires au yuzu, Le fruit est utilisé principalement pour le thé dangyuja-cha (thé dangyuja). L'ethnomédecine lui donne une action préventive et curative du rhume, de diverses affections gastro-intestinales. Dongui Bogam, un livre médical encyclopédique publié en 1613, écrit que les dangyujas peuvent aider à détoxifier et purifier l' estomac, traiter l'intoxication alcoolique et stimuler un manque d'appétit.

#### Agrumes naturalisés
Une publication sur les plantes sauvages de Jeju (2013) donne la présence des agrumes suivants: Gwanggyul ( C. aurantium), Dongjeaonggyulnam (C. erythrosa), Palsak (C. hassaku) utilisé aussi en thé, Yujanamu (C. junos le yuzu), (C. platymamma), Dangyujanamu (C. tenuissima) utilisé aussi fermenté, Geumgam (Kumquat margarita). 

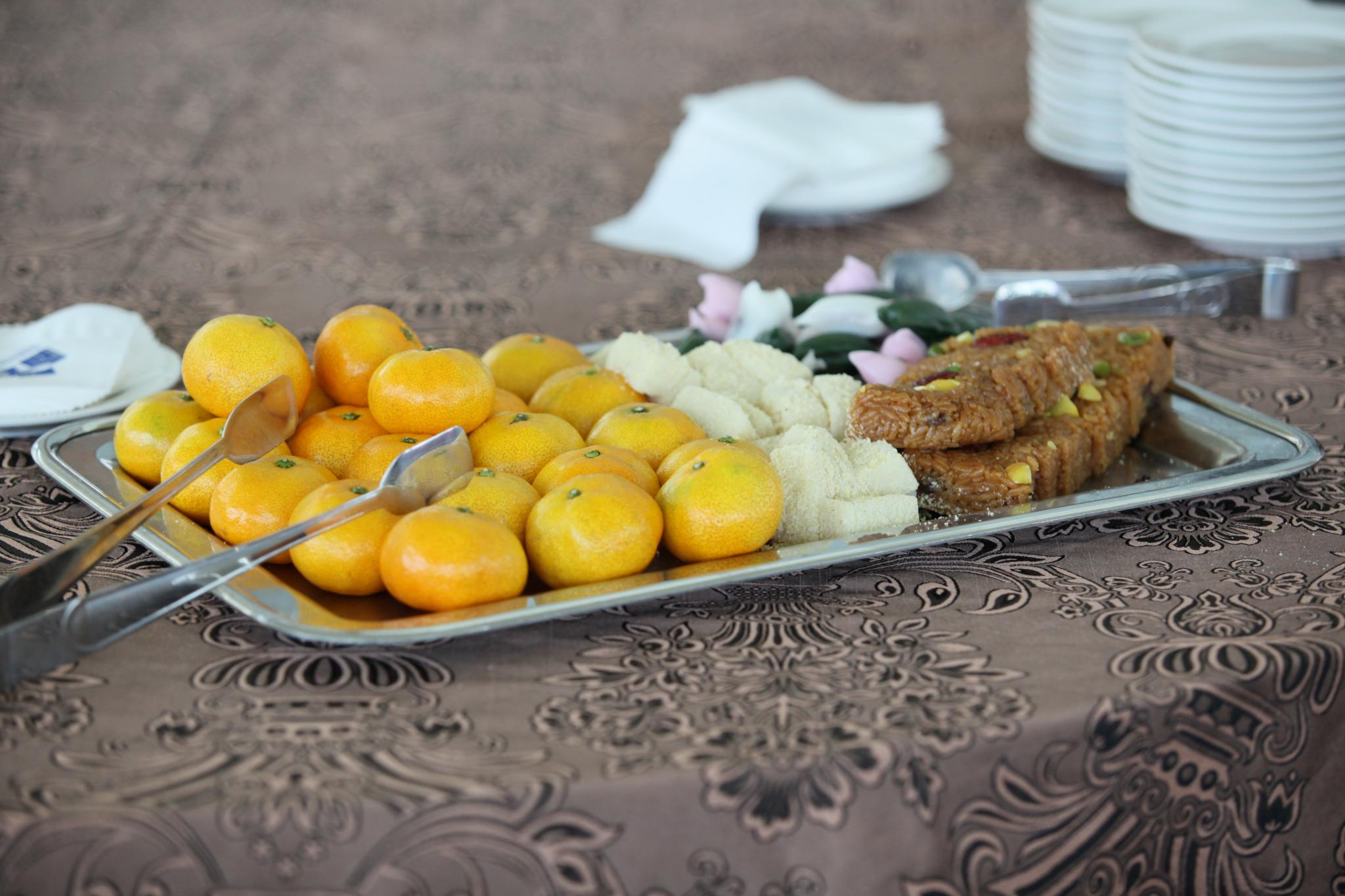
Petites mandarines juteuses pour accompagner une grillade

### Nouvelles obtentions
Jeju National Institute of Agriculture and Technology a un programme d'hybridation, de culture et de sélection d'agrumes nouveaux. Parmi les plus cultivées :
- 황금향 (hwang-geumhyang) Hwanggeumhyang, hybride des tangor Hallabong et Cheonhyehyang (2019) le fruit est rond, plus gros que les mandarines usuelles et peu sucré[27],
- 레드향 (ledeuhyang)[28] Hyang rouge, Redhyang, hybride de Hallabong et Noji[27] hybride de kanpei[29] ou kanpei japonais[30],
- 향기가 천리를간다 (hyang-giga cheonlileulganda) le tangor[29] Cheonhyehyang le parfum qui atteint le ciel, tangor de pleine saison est le Setoka japonais introduit au début des années 2000[31].

### Autres agrumes cultivés
Il existe de nombreuses introductions modernes d'agrumes japonais: Yuzu (C. × junos Siebold et Tanaka), 한라봉 Hallabong, le dekopon introduit en 1990, etc.

## La culture des agrumes à Jeju

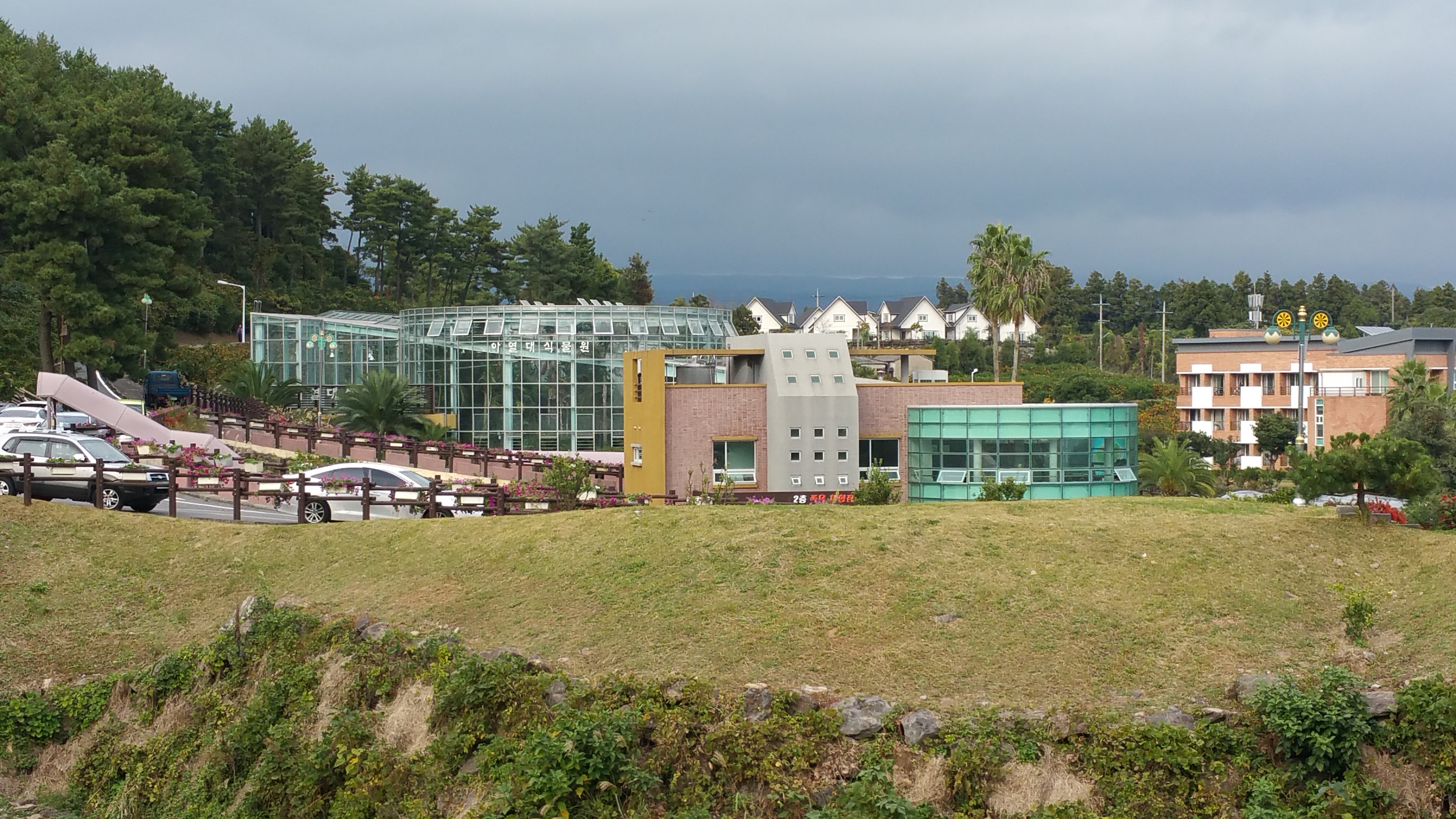
Musée des agrumes de Seogwipo à Jeju.

La production coréenne (2020) est de 660 000 t en croissance tendancielle de 14 % l'an, la surface plantée est stable à 20 000 ha (2020), elle est quasi intégralement localisée dans l'Ile de Jeju. Une partie est exportée vers la Russie.
L'île au climat de type méditerranéen reçoit 1 800 mm de précipitations par an, niveau qui est défavorable à la maturation équilibrée des fruits. Les cultures de plein champ (80 % des cultures) sont donc conduites sur sol mulché de voiles en Tyvek blanc qui limitent l'humidité du sol et augmente la lumière reçue par l'arbre. La culture sous serre chauffée est largement diffusée. 
Jeju possède un Musée des Agrumes 감귤박물관 (gamgyulbag mulgwan)  équipé d'une serre où sont cultivés divers agrumes du monde entier.